# John Robert Anderson
Pour les articles homonymes, voir John Anderson et Anderson.
John Robert Anderson (né le 27 août 1947 à Vancouver) est un psychologue américain. Il est professeur de psychologie et d'informatique à l'université Carnegie Mellon de Pittsburgh, en Pennsylvanie. Il est connu pour ses travaux sur les architectures cognitives.

## Carrière
John Robert Anderson a obtenu un baccalauréat ès arts à l'université de Colombie-Britannique à Vancouver en 1968, puis un doctorat en psychologie à l'université Stanford en 1972. Il poursuit sa carrière académique avec un poste de professeur assistant (assistant professor) à l’université Yale en 1972. En 1973, il part à l'université du Michigan en tant que Junior Fellow, puis revient à Yale en 1976 pour y être titularisé. Il est associate professor (1976-1977) puis promu professeur (full professor) à l'université Yale en 1977, avant de rejoindre l'université Carnegie Mellon en 1978,. Il est titulaire de la chaire Richard King Mellon de psychologie et d'informatique depuis 2002. 

## Responsabilités institutionnelles
De 1988 à 1989, il a été président de la Cognitive Science Society. En 1999, il est élu à l'Académie américaine des arts et des sciences et à l'Académie nationale des sciences.

## Recherche
Anderson est un spécialiste de la psychologie cognitive, et est notamment reconnu pour son architecture cognitive ACT-R. Ses recherches visent à proposer un modèle de la mémoire et de la cognition humaine, c'est-à-dire de la manière dont les humains acquièrent des connaissances et les réutilisent dans de nouvelles situations.
Il s'est intéressé à appliquer les principes de ses architectures cognitives à l'éducation, par la conception et l'étude d'environnements informatiques pour l'apprentissage humain.

## Principales publications
- 1976 : Language, memory, and thought. Hillsdale, NJ: Lawrence Erlbaum Associates.
- 1980 : Cognitive psychology and its implications. San Francisco: Freeman. Eighth edition, Worth Publishers, 2014.  (ISBN 978-1464148910)
- 1983 : The architecture of cognition. Cambridge, MA: Harvard University Press.
- 1990 : The adaptive character of thought. Hillsdale, NJ: Lawrence Erlbaum Associates.
- 2000 : Learning and Memory: An Integrated Approach. Wiley.  (ISBN 978-0471249252)
- 2007 : How can the human mind occur in the physical universe? New York: Oxford University Press.  (ISBN 978-0195398953)

## Distinctions
- 2004 : prix Rumelhart[6]
- 2006 : prix Heineken en sciences cognitives[7]
- 2011 : médaille Benjamin-Franklin en science cognitives et informatiques[8]
- 2016 : prix Atkinson en psychologie et sciences cognitives[9]